# Distretto di Nowy Tomyśl
Il distretto di Nowy Tomyśl (in polacco powiat nowotomyski) è un distretto polacco appartenente al voivodato della Grande Polonia.

## Geografia antropica

### Suddivisioni amministrative
Il distretto comprende 6 comuni.
- Comuni urbano-rurali: Lwówek, Nowy Tomyśl, Opalenica, Zbąszyń
- Comuni rurali: Kuślin, Miedzichowo